# BioFuture
BioFuture war eine Förderinitiative des deutschen Bundesministeriums für Bildung und Forschung (BMBF). Erstmals wurde dieser Preis 1998 an Wissenschaftler aus dem Bereich der Biotechnologie vergeben. Zielsetzung des BioFuture-Wettbewerbs war vor allem die Förderung junger Wissenschaftler und Nachwuchskräfte. Bis 2006 wurde der Preis an 51 Nachwuchsforscher vergeben. An diese wurden bis zum Jahre 2010 insgesamt 70 Millionen Euro für ihre Forschungstätigkeiten ausgezahlt, wie in der Abschlussbilanz ersichtlich ist. Gefördert wurde unter anderem die Erforschung einer Gentherapie für Lungenkrebs bei Kindern, die Verbesserung der Strukturanalysemethoden von biologischen Molekülen wie Proteinen und die Analyse der Regulation der Blutgefäßaktivierung bei Entzündungen.